# Pentaglottis sempervirens
La lengua de buey  (Pentaglottis sempervirens) es una planta de la familia de las boragináceas.

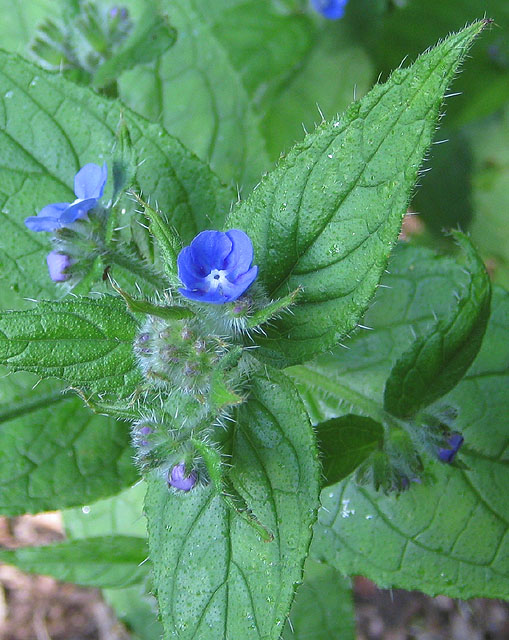
Detalle de la planta

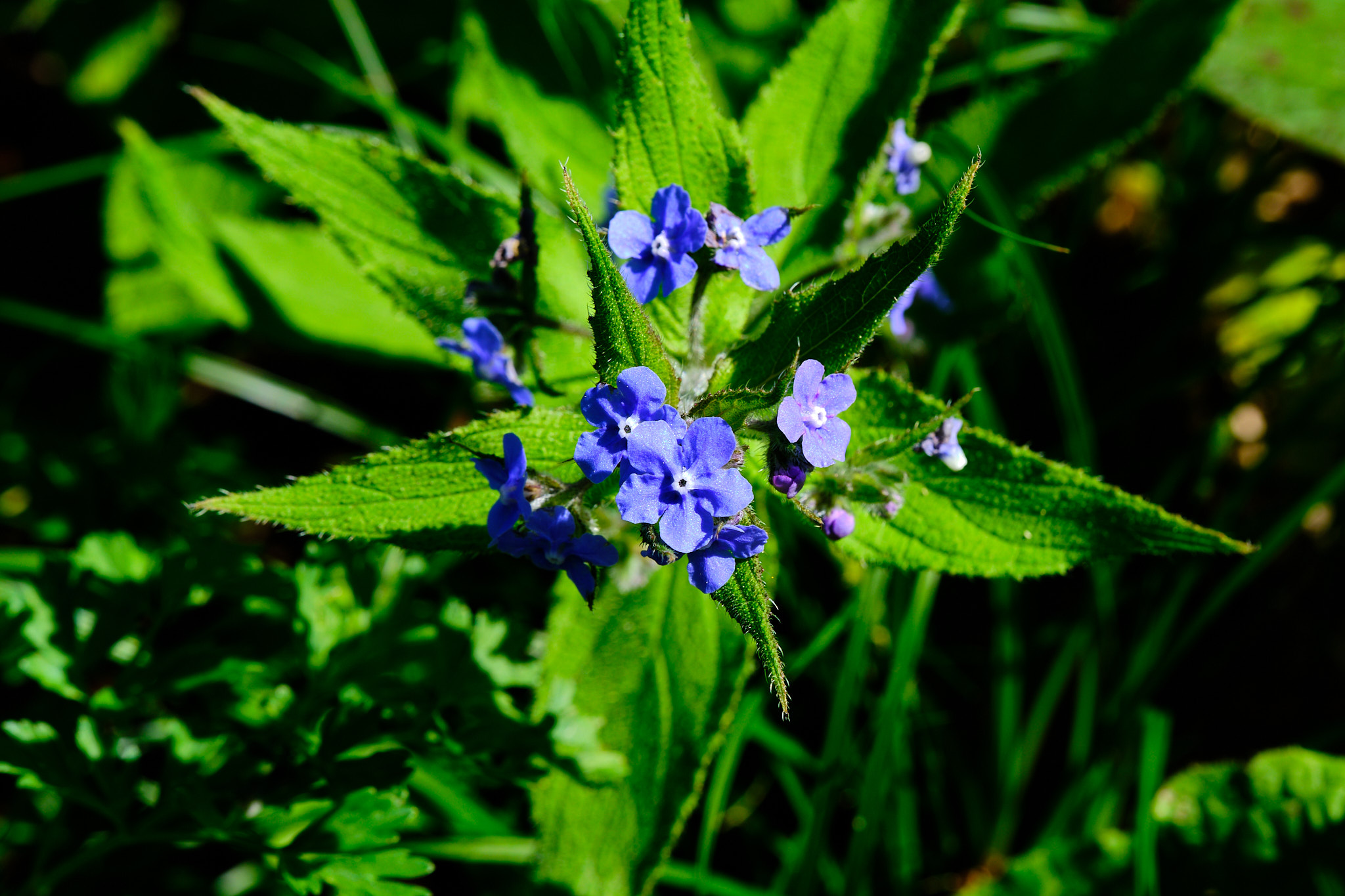
P. sempervirens en Galicia

## Descripción
Planta perenne e híspida en su totalidad, con tallos de entre 30 y 90 cm, ascendentes y ramificados. las hojas basales de 10-40 cm, son ovado-oblongas. Las hojas caulinares son sésiles y acuminadas. Las flores en cimas densas de 5 a 10 flores. Cáliz con  5 sépalos linear-lanceolados. Corola azul brillante.

## Hábitat
Herbazales húmedos y megaforbios.

## Distribución
Suroeste de Europa desde el centro de Portugal al suroeste de Francia.

## Taxonomía
Pentaglottis sempervirens fue descrita por (L.)  Tausch ex L.H.Bailey y publicado en Flora 12: 643. 1829.
Citología
Número de cromosomas de Pentaglottis sempervirens (Fam. Boraginaceae) y táxones infraespecíficos: 2n=22
Sinonimia
- Anchusa adamii Mazziari
- Anchusa sempervirens L.
- Anchusa vulgaris Dumort.
- Buglossa sempervirens Gray
- Buglossum sempervirens All.
- Caryolopha sempervirens (L.) Fisch. & Trautv.
- Omphalodes sempervirens D.Don[3]

## Nombres comunes
- Castellano: buglosa, cinco lenguas, consuelda, lechuga de caballo, lengua de buey, lenguaza fresca, melera.[4]